# 고종주
고종주(高宗柱, 1948년 3월 8일~ , 경남 남해)는 대한민국의 법조인이다. 

## 인물과 경력
고종주는 경상남도 남해에서 출생하여 부산대학교 및 동대학원 법학과를 졸업하였고, 행정고시에 합격하여 문교부 산하 행정기관에서 5년 2개월 간 근무하다가 사법시험에 합격한 후 부산지방법원 판사를 시작으로 대법원 재판연구관, 대구지방법원 부장판사, 창원지방법원 진주지원장, 부산지방법원 가정지원장, 울산지방법원 수석부장판사 등을 거쳐, 2011년 3월, 부산지방법원 부장판사(언론중재위원회 부산중재부장)를 끝으로 28년 6개월간의 판사 생활을 마치고 정년퇴임하였다. 현재는 변호사로 활동하고 있다. 
판사로 재직 당시 성전환자(트랜스젠더)의 호적 상 성별 정정 신청을 대한민국 최초로 허가하였으며, 성전환자를 강간한 피고인에게 유죄판결을 하고, 부부 간 강간을 인정하는 등 인권 판결을 내려 주목을 받았다. 또한 전군표 전 국세청장의 인사청탁 금품 수수혐의에 대해 중형을 내리면서 '인지부조화' 이론을 언급하기도 했다.
월남전 참전(1970.9.-1972.2.)의 국가유공자이며, 홍조근정훈장(2011), 자랑스런 부산대인상(2011), 세정협조 기재부장관상(2014)을 받았다.

## 작품
논문
- 1997년: 조세소송의 소송물과 심판의 범위
- 2001년: 행정주체에 대한 금전급부청구권의 행사방법
- 2002년: 성전환자에 대한 법적 인식과 처우
- 2003년: 소년보호사건의 이해와 소년선도

시집
- 2004년: 우리 것이 아닌 사랑
- 2009년: 대구 지하철 중앙로역에서

저서
- 2011년: 재판의 법리와 현실-소송사건을 이해하고 표현하는 방법

1. ↑  “[인터뷰] 부산지역 첫 정년퇴임 고종주 부장판사”. 2025년 3월 20일에 확인함.
2. ↑  기자, 백승목 (2011년 3월 6일). “고종주 부장판사 정년퇴임 “사람 아끼는 게 최고 가치””. 2025년 3월 20일에 확인함.